# Tipkenhoog
Tipkenhoog er en gravhøj fra bronzealderen beliggende tæt ved kysten i landsbyen Kejtum (Kejtum Klev) på den nordfrisiske vesterhavsø Sild.
Graven er opkaldt efter Tipken, der faldt i kamp mod Valdemar Atterdag. Ifølge folkesagnet skal bakken have været gravsted for vogteren af øens kæmpe. Gravhøjen har været i brug flere gange, som det kendes fra andre steder. Under anden verdenskrig fungerede bakken som observationspost for flådens antiluftskyts. Højen måtte senere restaureres som følge af ødelæggelser ved fæstningsarbejder under krigen. Ved siden af Tipkenhoog er langdyssen Harhoog rekonstrueret.